# Jean Meyniel
Jean Meyniel, né le 17 mai 1734 à Caumont-sur-Garonne (Lot-et-Garonne) et mort le 21 janvier 1798 au Mas-d'Agenais (Lot-et-Garonne), est un homme politique et juriste français.

## Biographie
Avocat, il est député du tiers état aux États généraux de 1789 pour la sénéchaussée de Condom, et siège dans la majorité.

## Sources
- Ressource relative à la vie publique :   - Base Sycomore
- « Jean Meyniel », dans Adolphe Robert et Gaston Cougny, Dictionnaire des parlementaires français, Edgar Bourloton, 1889-1891 [détail de l’édition]